# Шкодовський Юрій Михайлович
Шкодовський Юрій Михайлович (нар. 16 листопада 1947, Нова Водолага — пом. 14 травня 2020, Харків) — український архітектор і педагог, кандидат архітектури (2001), професор, заслужений архітектор України (1997), лауреат Державної премії України в галузі архітектури (2001), народний архітектор України (2004; почесне звання). Головний архітектор Харкова (1994—2001), ректор Харківського університету будівництва і архітектури (2008—2020).

## Біографія
Шкодовський Юрій Михайлович народився 16 листопада 1947 року в селищі Нова Водолага. У 1971 році закінчив Харківський інженерно-будівельний інститут. З 1965 по 1983 року працював в інституті «Укрміськбудпроект». З 1983 по 1994 рік був заступником начальника Головного архітектурно-планувального управління Харківського міськвиконкому.
З 1994 по 1998 роки був заступником начальника Головного управління містобудування та архітектури Харківського міськвиконкому. Одночасно з 1994 по 2001 рік був головним архітектором Харкова і з 1998 по 2001 рік був начальником управління містобудування та архітектури Харківської міськради. Згодом з 2001 року став начальником управління містобудування та архітектури Харківської облдержадміністрації.
З 2008 року був виконуючим обов'язки ректора Харківського університету будівництва і архітектури. З 2011 року ректор і завідувач кафедри урбаністики Харківського національного університету будівництва та архітектури.
Помер 14 травня 2020 року на 73-ому році після тривалої та тяжкої хвороби.

## Роботи
- Співавтор Генерального плану м. Первомайський Харківської області (1972)[джерело не вказане 1390 днів]
- Автор проектів центру м. Алчевська Луганської області (1972), м. Кривого Рога (1973), проекту Будинку рад в м. Кривому Розі (1975), проекту планування центру м. Жовті Води Дніпропетровської області (1978), ділового та культурного центру на вул. Чернишевського в м. Харкові (1993), навчального комплексу Національної юридичної академії (м. Харків), автор пам'ятника А. Макаренку в с. Ковалівці Полтавської області, Г. Квітці-Основ'яненко в м. Харкові, храму Української Православної Церкви в Орджнікідзевському районі м. Харкова, культової споруди вірменської релігійної громади в м. Харкові[5].

- Пам'ятник Олексію Бекетову (Харків)
- Пам'ятник Григорію Сковороді (Харків, Покровський сквер)

## Публікації
- Шкодовський Ю. Методологічні основи екологічної реабілітації архітектурного середовища міста: автореф. дис. д-ра архіт. : 18.00.01 / Юрій Михайлович Шкодовський; В.о. Харків. держ. техн. ун-т буд-ва та архіт..- Харків: Б.в., 2007.- 37 с.
- Шкодовський Ю. Урбаністика: підручник. Видавництво: ХНУБА, 2012 г.

## Нагороди
- Заслужений архітектор України (1997)[6],
- Державна премія України в галузі архітектури (2001),
- Народний архітектор України (2004),
- Золота медаль Української академії архітектури (2002),
- Почесний знак харківського міського голови (2004),
- Премія «Народне визнання» (2005),
- Орден князя Ярослава Мудрого V ступеня (2007)[7].
- Почесний громадянин Харківської області (2014)[8].

## Почесні членства
- Дійсний член інженерної академії України (2012)[9].